# Kristendom i Afrika
Kristendomen i Afrika har enligt traditionen rötter sedan apostolisk tid, men världsdelen har nåtts av mission under många epoker. Där finns såväl genuint afrikanska samfund, som Romersk-katolska kyrkan, protestanter och större frikyrkliga församlingar.
Aposteln Markus kom enligt traditionen till Alexandria omkring år 42, och bildade den församling som är känd som Koptiska kyrkan. Den koptiska kyrkan leds av en patriark, men bröt sig tillsammans med andra orientaliska kyrkor ur den kristna gemenskapen vid en schism. Eftersom Alexandria är en central plats för samtliga kristna samfund finns det sedan mitten på 400-talet även en grekisk-ortodox patriark av Alexandria och sedan 1741 en koptisk-katolsk patriark av Alexandria. Tack vare kyrkan har koptiska språket bevarats, eftersom det är kyrkans liturgiska språk; medlemmarna är vanligen arabisktalande.
Traditionellt hörde Etiopisk-ortodoxa kyrkan samman med den koptiska, men deras första historia skiljer sig åt. Aksum, som senare blev Etiopien, kristnades på 300-talet av den syriska munken Frumentios, som dock fick sin biskopsstav över det nya kristna området av kyrkan i Alexandria. Kristendomen blev därefter statsreligion i Aksum, och de guldmynt som präglades har kristna kors. Ezana, kungen av Aksum invaderade sedan Kush, men där förekom en annan kristen riktning. När Kush på 400-talet delades i tre riken sändes Julianus från Alexandria dit. Omkring år 580 hade hela Nubien antagit den koptiska kristendomen, men missioner från Bysantinska riket torde också ha ägt rum. I Faras har en biskopslängd med 22 biskopar till år 1062 återfunnits, samt en katedral och fresker från omkring 600-talet. Freskerna uppvisar en bysantinsk stil. Till skillnad från Etiopien och Egypten anammade dock en stor del av Nubien islam under 1100-talet, men det finns ännu en kristen minoritet i norra Sudan vid Khartoum och i södra landsdelen.
Nordafrikas kust utgjordes av romerska kolonier under de första århundradena efter Kristus, och i takt med att kristendomen blev statsreligion i Rom konverterade också dessa handelsstäder. I Cuicul i nuvarande Algeriet finns ännu ruinerna av en basilika från 411 med fem huvudskepp, och staden blev destinationen för kristna pilgrimer. Staden föll dock på 500-talet, och kristendomen synes ha tynat av.
Bland de tidiga afrikaner som dyrkats i Europa finns Sankt Moritz av Thebe. En avbild av honom från år 1240 i Magdeburgs domkyrka framställer en afrikansk, svart man, och han dyrkades i hela västra Europa för att han, en befälhavare över en kristen legion, lidit martyrdöden efter att ha vägrat döda sina mannar på befallning.
Med den europeiska koloniseringen av Afrika kom Romersk-katolska kyrkan och olika reformerta samfund till de stora landområden som dittills inte nåtts av kristendomen. I dessa länder har kyrkorna som regel behållit sina ställningar, men i en del länder har islam konkurrerat ut kristendomen. Vid sidan av ren kristendom förekommer även lokala synkretiska religioner, med större eller mindre inflytande från kristendomen, till exempel i Zimbabwe och Swaziland. Under 1900-talet har en omfattande missionsverksamhet av frikyrkliga samfund bedrivits i Afrika varigenom dessa bildat betydande församlingar, till exempel i Seychellerna, São Tomé och Príncipe, och Rwanda.